# Apodocephala radula
Apodocephala radula là một loài thực vật có hoa trong họ Cúc. Loài này được Humbert mô tả khoa học đầu tiên năm 1948.